# Mănăstirea Nea Moni

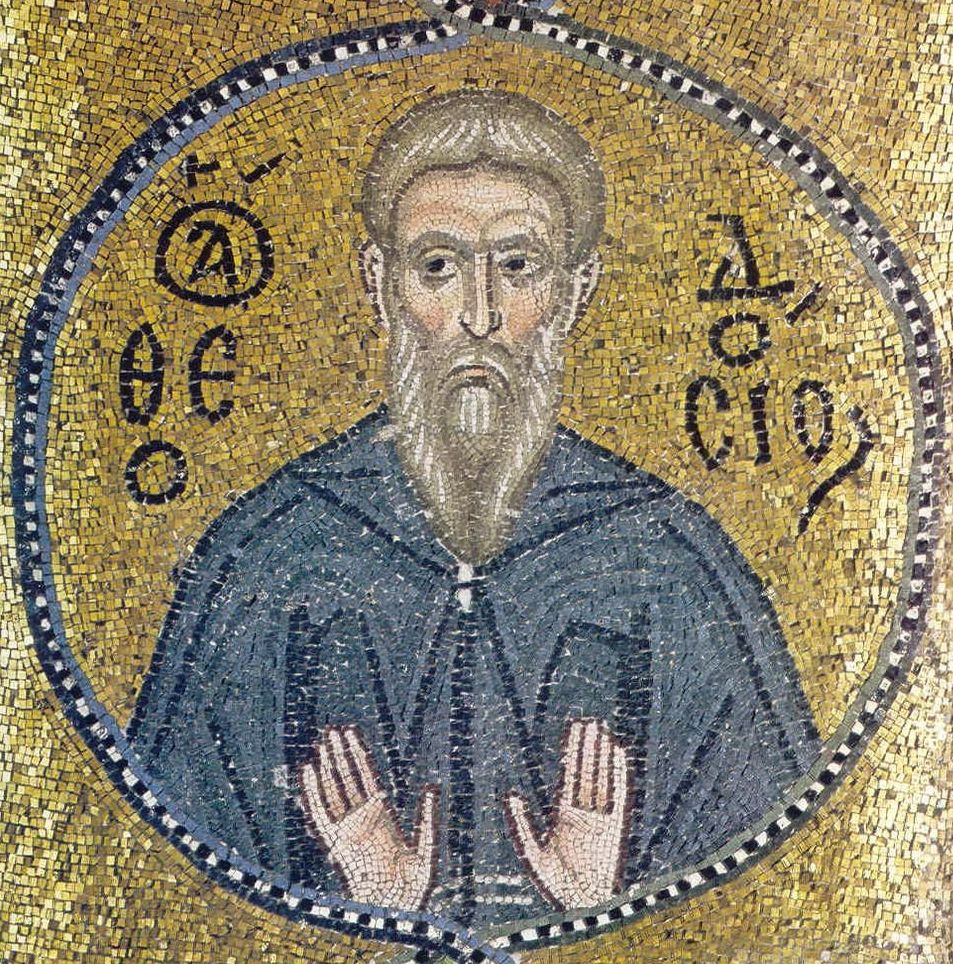
Sfântul Teodosie (mozaic în Mănăstirea Nea Moni)

Nea Moni (greacă Νέα Μονή, transliterat: Néa Moni, în traducere „Noua Mănăstire”) din insula grecească Chios este un edificiu bizantin înregistrat în Patrimoniului Mondial UNESCO.

## Localizare
Mănăstirea este amplasată într-o vale ascunsă, la 11 km vest de Chios.

## Istoric
Ea a fost fondată în 1042 de către împăratul bizantin Constantin al IX-lea Monomahul pe locul în care trei pustnici: Nichita, Ioan și Iosif au gasit o icoană a Maicii Domnului. A fost nevoie de doisprezece ani pentru a construi edificiul. Mănăstirea a atins apogeul la căderea Imperiului Roman de Răsărit, atunci când pelerinii au venit în număr mare. În 1822, în timpul masacrului din Chios, s-au refugiat în mănăstire două mii de locuitori ai insulei, dar cei mai mulți au fost uciși, la fel ca și șase sute de călugări ai mănăstirii. Rămășițele victimelor se află într-o capelă.

## Arhitectură
Arhitectura bizantină și mozaicurile sunt caracteristice perioadei cunoscute sub numele de "renașterea" secolului al XI-lea. Mozaicurile decorează pereții și tavanele, o parte a cupolei, cât și naosul și sanctuarul. Acestea sunt realizate din piatră naturală și sticlă.
Mănăstirea a suferit un cutremur major în anul 1881, provocând prăbușirea domului, iar restaurarea nu a putut fi realizată decât parțial până în zilele noastre.